# Marius et Fanny
Marius et Fanny ist eine Oper in zwei Akten von Vladimir Cosma, inspiriert von den ersten beiden Werken der Marius-Trilogie von Marcel Pagnol. Cosma schrieb die Oper in besonderer Weise  seinen beiden Hauptdarstellern auf den Leib, Roberto Alagna und Angela Gheorghiu. Die Oper wurde 2007 an der Opéra de Marseille uraufgeführt. Sie wurde 2011 vom Sender Arte ausgestrahlt. 

## Handlung
Im Alten Hafen von Marseille betreibt César mit seinem Sohn Marius die Bar de la Marine. Fanny, Tochter der Fischhändlerin Honorine, liebt den jungen Marius. Doch dieser scheut die Bindung und träumt von der weiten Welt. Auf einem Segelschiff will er anheuern und Abenteuer erleben. Der reiche, verwitwete Segeltuchmacher Panisse umwirbt Fanny, die sich jedoch für Marius entscheidet. Die Verliebten verbringen eine gemeinsame Nacht. Am nächsten Tag ergibt sich für Marius die Gelegenheit, auf einem Dreimaster anzuheuern. Fanny hält ihn nicht zurück und drängt ihn dazu, seinen Lebenstraum jetzt zu verwirklichen, weil sie fürchtet, er werde sie sonst sein Leben lang hassen. 
Fanny ist schwanger und verzweifelt. Sie gesteht Panisse ihre Lage, der sie freundlich und liebevoll aufnimmt. Er bittet darum, ihm den erwarteten Sohn zu schenken, damit sein Geschäft einen Nachfolger bekommt. Fanny heiratet Panisse, der ein liebender Ehemann und Vater wird. Da kommt Marius zurück und stellt Fanny im Hause von Panisse zur Rede. Sie gesteht Marius, dass sie ihn immer noch liebt. César und Panisse kommen hinzu. Panisse gibt Fanny die Freiheit, sich zu entscheiden. Doch er bittet darum, ihm eher das Leben zu nehmen als das Kind. Dann verlässt er den Raum. Marius und Fanny schwören sich gegenseitig ewige Liebe. César beschwört Marius, um des Kindes willen Fanny zu entsagen. Auch Fanny weiß, dass sie um ihres Sohnes willen Panisse nicht verlassen kann. Als César Marius aus dem Zimmer führt, bricht Fanny vom Schmerz überwältigt zusammen.